# Tia Taylor
Tia Taylor, pseudonimo di Motyat Abiola Olatunmbi (Connecticut, 3 febbraio 1996), è una youtuber e scrittrice statunitense.

## Biografia
Nata negli Stati Uniti da papà nigeriano e mamma giamaicana, Tia ha deciso di trasferirsi in Italia per studiare. Nel 2017 si è laureata alla Bocconi in International Economics and Management e ha poi deciso di restare a Milano.
Nei suoi canali social affronta diverse tematiche spaziando tra economia, make-up e inclusione. Sul suo canale youtube, racconta la vita di tutti i giorni di una ragazza statunitense nera in Italia. I suoi video sono incentrati sulle differenze fra italiani e statunitensi, sia in termini di cultura sia in termini di approccio alla vita. In seguito al buon riscontro ottenuto, Tia ha iniziato a girare video anche in italiano, spesso sottotitolati in inglese.
Oltre all'attività da Youtube, Tia Taylor lavora in un'azienda milanese che si occupa di digital marketing. Il suo ruolo, nel caso specifico, consiste nel gestire campagne digitali. Tramite i social media, inoltre, offre consigli, informazioni e contenuti relativi alla finanza personale.

## Premi e riconoscimenti
- Diversity Media Awards
  - 2021, categoria Creator dell'Anno (Nominata)[11]

## Opere
- RacConti. Risparmiare, investire, realizzarsi, Milano, Magazzini Salani, 2021, ISBN 978-889-367-957-2.[12][13][14]